# Hope Woodlands
Hope Woodlands är en civil parish i Storbritannien.   Den ligger i distriktet High Peak i grevskapet Derbyshire i England, i den centrala delen av landet, 240 km nordväst om huvudstaden London.